# Мегре вагається
Мегре вагається (рос. Мегрэ колеблется) — радянський телефільм (телеспектакль) В'ячеслава Бровкіна, поставлений у 1982 році на Центральному телебаченні (Головна редакція літературно-драматичних програм) за однойменним романом Жоржа Сіменона.

## Сюжет
Мегре отримує лист, написаний на поштовому папері рідкісної якості, в якому повідомляється про підготовлюване вбивство. Відразу вдається дізнатися, що таким папером користується відомий паризький адвокат Еміль Парандон. Мегре відправляється з візитом в сім'ю адвоката, щоб дізнатися подробиці…

## У ролях
- Борис Тенін —  комісар Мегре
- Аркадій Песельов —  Торранс
- Дмитро Дорліак —  Жанв'є
- Сергій Ковальов —  Лапуент
- Юрій Григорян —  місьє Еміль Парандон
- Тетяна Лаврова —  мадам Парандон
- Ірина Юревич —  Бембі
- Петро Федоров —  Гюс
- Ніна Архипова —  мадам Мегре
- Наталія Молєва — мадмуазель Ваг
- Сергій Скрипкін — Жюльєн Бод
- Вадим Русланов — Тортю
- Віталій Бєляков — Фердинанд, дворецький
- Марина Андріанова — Ліз
- Микола Бріллінг — місьє Дома, слідчий прокуратури
- Григорій Лямпе — Був'є, адвокат
- Юрій Блащук — епізод
- Геннадій Коротков — Жермен Парандон
- Іван Уфімцев — експерт

## Знімальна група
- Режисер — В'ячеслав Бровкін
- Сценарист — В'ячеслав Бровкін
- Оператор — Борис Кипарисов
- Композитори — Юрій Тер-Осипов, Едуард Хагагортян
- Художник — Станіслав Морозов